# أدريان ماكفيرسون
أدريان ماكفيرسون (بالإنجليزية: Adrian McPherson) هو لاعب كرة القدم الكندية أمريكي، ولد في 8 مايو 1983 في برادنتون في الولايات المتحدة.

## وصلات خارجية
- أدريان ماكفيرسون على موقع كلية كرة السلة في سبورتس رفرنس.كوم (الإنجليزية)
- أدريان ماكفيرسون على موقع ريلجم (الإنجليزية)
- أدريان ماكفيرسون على موقع كلية كرة القدم في سبورتس رفرنس.كوم (الإنجليزية)